# Pedicularis wlassowiana
Pedicularis wlassowiana är en snyltrotsväxtart som beskrevs av John Stevenson. Pedicularis wlassowiana ingår i släktet spiror, och familjen snyltrotsväxter. Inga underarter finns listade i Catalogue of Life.